# Phytobia kallima
Phytobia kallima este o specie de muște din genul Phytobia, familia Agromyzidae, descrisă de Frost în anul 1936.
Este endemică în Panama. Conform Catalogue of Life specia Phytobia kallima nu are subspecii cunoscute.